# Sesión fotográfica

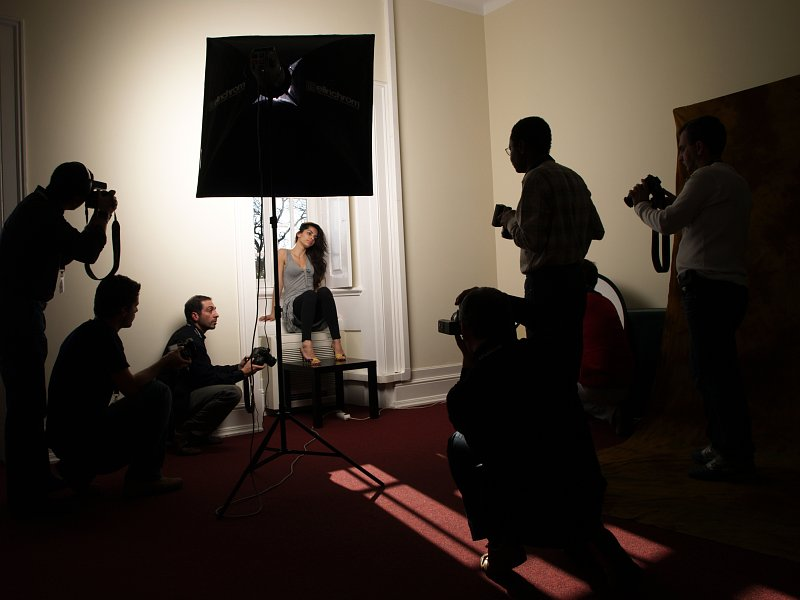
Un grupo de fotógrafos realizando una sesión fotográfica a una modelo.

Una sesión fotográfica, referido normalmente a la industria de la moda, aunque sin ser exclusivo de ella ya que también son muy comunes en ámbitos privados, es la situación en que un modelo posa para el fotógrafo en un estudio, realizándose múltiples fotografías de entre las que se eligen las mejores. No siempre se realiza a una persona, sino que el objeto de la sesión puede ser algo que se desea promocionar, por ejemplo en una revista, mostrando sus características con fines comerciales.

## Ejemplos
- Fotografías para una revista o periódico, así como para pósteres promocionales.
- Publicidad de los productos de una compañía, donde este suele ser usado por el modelo humano.
- Tomas de nuevos diseños de moda realizados por un diseñador o una marca de ropa.
- En el entorno particular son muy comunes por ejemplo sesiones de fotos de embarazo, bodas, bautizos u otros eventos.

- Datos: Q2298921
- Multimedia: Photo shoots / Q2298921